# Crkva Presvetog Trojstva u Radoboju
Crkva Presvetog Trojstva je rimokatolička crkva u općini Radoboj, zaštićeno kulturno dobro.

## Opis dobra
Crkva je smještena nedaleko od središta naselja u udolini. Prvi se put spominje 1334., a današnji izgled poprima tijekom 18. i 19. stoljeća. Tlocrt crkve varijacija je trolista s prigrađenim volumenom sakristije između svetišta i južne bočne kapele. Od srednjovjekovnog razdoblja ostalo je samo poligonalno svetište sa zvjezdastim svodom, koji je najvjerojatnije najstariji sačuvani svod takvog tipa u Hrvatskoj. Profilacije rebara odgovaraju početku 15. stoljeća. Pročelja su jednostavna, na svetištu rastvorena s dva pravokutna prozora unutar niša šiljatog završetka, s recentnim mrežištima u žbuci. Barokizacijom u 18. stoljeću crkva dobiva vrijedan barokni oltar u sjevernoj kapeli te nešto kasniji glavni oltar.

## Zaštita
Pod oznakom Z-2222 zavedena je kao nepokretno kulturno dobro – pojedinačno, pravnog statusa zaštićena kulturnog dobra, klasificirano kao "sakralna graditeljska baština".